# Spirodela
Spirodela (Spirodela Schleid.) – rodzaj roślin z rodziny obrazkowatych (Araceae), obejmujący – w zależności od ujęcia taksonomicznego – 2 lub 3 gatunki, występujące na wszystkich kontynentach z wyjątkiem Antarktydy). W Polsce dość powszechnie, w śródlądowych zbiornikach wodnych na niżu, spotykany jest jeden gatunek – spirodela wielokorzeniowa (Spirodela polyrrhiza), zarazem gatunek typowy rodzaju.

## Zasięg geograficzny
Rodzaj spirodela obejmuje jeden gatunek kosmopolityczny – spirodelę wielokorzeniową – występującą naturalnie lub naturalizowaną niemal na całym świecie (jedynymi regionami, w których ten gatunek nie występuje, są południowa Afryka tropikalna, wyspy Atlantyku, Półwysep Arabski, Mongolia, Papua-Nowa Gwinea, Nowa Zelandia, wyspy Pacyfiku (z wyjątkiem Hawajów), Ameryka subarktyczna, wschodnia Kanada, północno-zachodnie i południowo-środkowe Stany Zjednoczone oraz Antarktyka) oraz dwa gatunki endemiczne: Spirodela intermedia, występującą wyłącznie w Ameryce Południowej oraz Spirodela sichuanensis, występującą w południowo-środkowych Chinach.

## Morfologia
PokrójSpirodele to jedne z najmniejszych roślin zielnych, osiągające długość 4 – 10 mm.
PędRośliny o ciele uproszczonym do poziomu organizacji roślin plechowatych, których jedynymi wyróżnialnymi organami są zredukowane kwiaty oraz korzenie. Organizmy spirodeli są spłaszczone, w przekroju owalno-okrągłe, z 3–12 (rzadziej 15) wiązkami przewodzącymi, po stronie grzbietowej ciemnozielone, po stronie brzusznej czerwonawo-purpurowe. U młodych roślin obie strony członu pędowego otoczone są z jednego końca błoniastym, łuskowatym profilem. Spirodele rosną na powierzchni wody, pojedynczo lub w koloniach składających się z przeważnie 2–5 roślin. Spirodele są organizmami proliferatycznymi. Organizmy potomne i pędy przetrwalne powstają w dwóch woreczkach umieszczonych po każdej stronie jednego z końców członu pędowego.
KorzeniePo stronie brzusznej członu pędowego powstaje od 2 do kilku korzeni, otoczonych u nasady drobną pochewką, przerastających profil obecny po brzusznej części pędu.
KwiatyKwiaty obupłciowe (według innych autorów kwiatostany składające się z 1 kwiatu żeńskiego i 2 kwiatów męskich) powstają pojedynczo w każdym z woreczków umieszczonych po bokach członu pędowego i otoczone są błoniastą pochwą. Kwiat zbudowany jest z jednokomorowej zalążni, zawierającej jeden amfitropowy lub 2–4 anatropowe zalążki, oraz dwóch dwukomorowych pręcików.
OwoceOwocem jest kulista i lekko spłaszczona, podobna do mieszka łagiewka, zawierająca jedno (rzadziej 2), gładkie lub podłużnie żeberkowane nasiono.

## Systematyka
Pozycja rodzaju w systemie Cronquista (1981)Rodzina rzęsowatych (Lemnaceae), rząd obrazkowców (Arales), podklasa Arecidae, klasa jednoliściennych (Liliopsida) w gromadzie Magnoliophyta.
Pozycja rodzaju według Angiosperm Phylogeny Website (aktualizowany system APG IV z 2016)Jeden z 5 rodzajów wyróżnianych w obrębie podrodziny rzęsowych (Lemnoideae), wchodzącej w skład rodziny obrazkowatych (Araceae), która należy do rzędu żabieńcowców (Alismatales).
Wykaz gatunkówW obrębie rodzaju wyróżnia się 2 lub 3 gatunki:
- Spirodela polyrrhiza (L.) Schleid. – spirodela wielokorzeniowa
- Spirodela intermedia W.Koch
- Spirodela sichuanensis M.G.Liu & K.M.Xie

## Zastosowanie
Spirodela wielokorzeniowa stosowana jest w tradycyjnej medycynie chińskiej zewnętrznie na choroby skóry, w tym pokrzywkę, wysypkę odrową i ospową, a także obrzęki i opuchlizny, a wewnętrznie na problemy z mikcją. Spirodela herba (herba spirodelae) wykazuje działanie moczopędne i przeciwzapalne.